# Regni clienti di Roma in Britannia

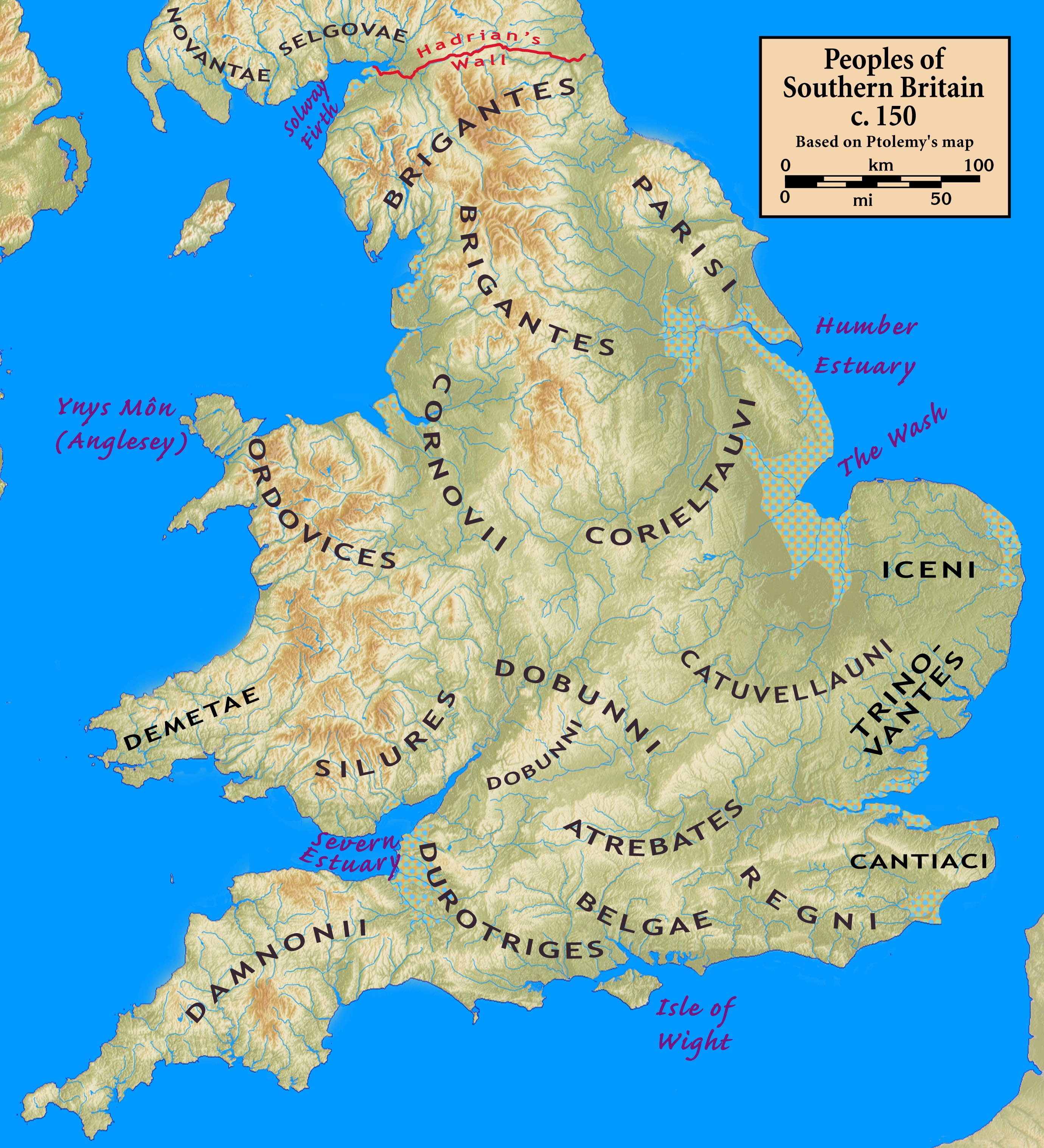
Antiche popolazioni celtiche della Britannia secondo Claudio Tolomeo.

I regni clienti di Roma in Britannia erano tribù native dell'isola che avevano scelto volontariamente di schierarsi dalla parte dei conquistatori per sopravvivere o trovare protezione contro l'ostilità delle altre tribù. A volte, i romani istituirono questi regni per ragioni strategiche e politiche.
Gli inizi di questo sistema possono essere fatti risalire al tempo di Gaio Giulio Cesare, che rimise sul trono dei Trinovanti Mandubracio, che era stato spodestato da Cassivellauno e che poi aiutò il generale nella sua seconda invasione della Britannia (54 a.C.). Questo sistema fu poi sviluppato nei 100 anni successivi, soprattutto al tempo di Ottaviano Augusto e della conquista romana della Britannia, voluta nel 43 d.C. dall'imperatore Claudio. I re clienti adottarono nomi e titoli romanizzati, anche se l'influenza romana portò al loro uso anche da parte di sovrani non clienti dei conquistatori.

## Regni clienti

### Atrebati, poi regnensi o regni
Status di cliente: 55 a.C.-anni Settanta del I secolo d.C.

Ubicazione: grossomodo odierni Hampshire e Sussex occidentale (con capitali Silchester, la romana Calleva Atrebatum, e Chichester, la romana Noviomagus Reginorum).
Dopo la sconfitta degli Atrebati della Gallia Belgica, Cesare impiegò il loro re, Commio, nella prima invasione della Britannia (55 a.C.), che però fallì. Cesare lasciò poi Commio come re cliente in Britannia, dandogli inoltre il dominio sulla tribù celtica continentale dei Morini. Rimasto fedele al tempo della seconda invasione dell'isola, secondo il De bello Gallico di Cesare in seguito cospirò contro i Romani. Avrebbe regnato fino al 20 a.C., anche se potrebbe essere esistito un secondo re di nome Commio. A lui successero uno dopo l'altro i tre figli. Il primo fu Tincomaro 25/20 a.C.-7/8 d.C., che fu più fedele del padre ai Romani. Nelle sue monete compare il titolo di rex, e ciò implica lo status di sovrano cliente di Roma. Fu espulso nel 7/8 d.C., rifugiandosi presso i Romani. L'imperatore Augusto riconobbe il fratello di Tincomaro, Eppillo, che forse aveva partecipato alla detronizzazione di Tincomaro. Ad Eppillo successe poi il fratello Verica, che regnò da Silchester. Durante il suo regno, gli Atrebati si trovarono pressati ad est dai Catuvellauni. Dopo 15 anni di guerra, attorno al 40 Carataco dei Catuvellauni conquistò tutto il territorio atrebate. Verica fuggì presso i Romani, fornendo così all'imperatore Claudio il pretesto per invadere la Britannia nel 43 e rimetterlo sul trono.
Dopo la conquista romana, Cogidubno regnò su quello che era stato il territorio degli Atrebati. Il suo popolo fu conosciuto col nome di Regnensi (o Regni). Cogidubno fu un fedelissimo di Roma e dopo la sua morte (forse negli anni Settanta del I secolo) il regno entrò a far parte della provincia romana della Britannia.

### Iceni
Status di cliente: ca. 47-60

Ubicazione: grossomodo odierno Norfolk
Prasutago fu forse messo sul trono dopo la rivolta degli Iceni (47 d.C.). Questo popolo ottenne la semi-indipendenza. Roma si aspettava che il loro regno sarebbe entrato a far parte del territorio provinciale dopo la morte di Prasutago. Ma costui cercò invece di lasciare almeno una parte dei suoi domini alle figlie e alla moglie Budicca, che poi guiderà una nuova ribellione anti-romana del suo popolo, che sarà però stroncata dalle legioni. Dopodiché le terre di questa tribù finirono sotto l'amministrazione romana. 

### Votadini
Status di cliente: ca. anni Quaranta del II secolo-ca. 410

Ubicazione: Scozia sud-orientale Inghilterra nord-orientale, compreso il Northumberland
I votadini erano un popolo britannico ubicato tra il Vallo di Adriano e il Vallo di Antonino, che fu sotto il diretto controllo romano dal 138-ca. al 164. Quando i Romani si ritirarono a sud del Vallo di Adriano nel 164, i Votadini divennero un regno cliente, in pratica uno stato cuscinetto contro le incursioni dei Pitti dal nord. I Votadini mantennero questo status fino alla partenza dei romani dalla Britannia attorno al 410. Furono poi conosciuti col nome di Gododdin e continuarono a essere un regno fino a quando furono sconfitti dagli Angli attorno al 600.

### Fonti
- Svetonio, Vite dei Cesari, Vita di Claudio
- Tacito, Annali
- Cassio Dione, Storia romana
- Augusto, Res gestae divi Augusti
- Claudio Tolomeo, Geografia

### Studi
- John Creighton, Coins and power in Late Iron Age Britain, Cambridge University Press, 2000. ISBN 0-521-77207-9